# Toninho Moura
Toninho Moura (født 22. juli 1954) er en tidligere brasiliansk fodboldspiller og træner.